# Antonio Briva Mirabent
Antonio Briva Mirabent (Sitges, Barcelona, 1926 - Astorga, León, 1994) fue un eclesiástico español y obispo de Astorga.

## Biografía

### Formación
Realizó estudios eclesiásticos en el Seminario Conciliar de Barcelona, y en la Universidad Gregoriana de Roma, donde se doctoró en Teología. 

### Sacerdocio
Fue ordenado en 1950, ejerció varios cargos parroquiales, como en el barrio de “Tres Pinos” de Montjuic, y académicos. Fue rector del Seminario Conciliar de Barcelona (1963), director de la Biblioteca Pública Episcopal de Barcelona entre 1963 y 1964, y nombrado canónigo de la Catedral de Barcelona (1964). Fue miembro de la asociación Unión Sacerdotal de Barcelona donde coincidió con Manuel Bonet Muixí, Casimir Martí Martí, Ramon Buxarrais Ventura, Ramón Daumal Serra, Joan Batlles Alerm, Pere Tena Garriga y Josep Maria Rovira Belloso, entre otros. 

### Episcopado
En 1967 fue nombrado obispo de la Diócesis de Astorga, donde llevó a cabo además de su trabajo pastoral, una tarea de divulgación teológica y ecuménica.
En la Conferencia Episcopal Española y en el Vaticano ocupó varios cargos relacionados con el diálogo entre religiones y el ecumenismo. Así, fue miembro del “Secretariado Romano para la Unión de los Cristianos” (1968-1977) y presidente de la Comisión Episcopal de Relaciones Interconfesionales (1975-1981), comisión a la que se encontraba adscrito como vocal en el momento de su fallecimiento.

### Fallecimiento
Murió de un infarto el 20 de junio de 1994 en Astorga. Sus restos fueron enterrados en la Catedral de la diócesis.

## Obras
Fue jefe de redacción de la revista "Orbis catholicus" (1958-64) y publicó artículos sobre ecumenismo y obras sobre teología.
- La gloria y su relación con la gracia según las obras de san Buenaventura (1957)[6]
- El tiempo de la Iglesia según la teología de Cullman (1958)
- Colegio episcopal e Iglesia particular (1959)